# Елізабет Кольберт
Елізабет Колберт (* 6 липня 1961) — американська письменниця, журналістка, екоактивістка.
Авторка книги «Шосте вимирання: неприродна історія», яка отримала Пулітцерівську премію. Працювала оглядачкою і коментаторкою з питань екології для журналу The New Yorker.
«Шосте вимирання» стала бестселером New York Times і отримала книжкову премію Los Angeles Times. Книга «Під білим небом» увійшла до десятки найкращих книг 2021 року за версією The Washington Post. Елізабет Колберт двічі отримувала Національну Журнальну премію: у 2006 та 2010 роках, а у 2022 році була нагороджена премією BBVA Biophilia Award за наукову роботу з питань екології. Статті Елізабет Колберт публікувались у літературній серії «Найкращі американські статті про науку та природу» та «Найкращі американські есеї».
У період 2017—2020 років Колберт входила до Ради з питань науки та безпеки вчених-атомників.

## Раннє життя
Колберт виросла в Бронксі, згодом із родиною переїхала до Ларчмонту, де жила до 1979 року. Освіту Колберт здобувала в середній школі Мамаронек, а після її закінчення навчалася в Єльському університеті, де вивчала літературу. У 1983 році отримала стипендію за програмою Фулбрайта для навчання в Гамбурзькому університеті в Німеччині. Брат Елізабет, Ден Колберт, родом із Портленда, відомий письменник та будівельник.

## Кар'єра
Елізабет Колберт почала свою журналістську кар'єру в The New York Times у Німеччині в 1983 році, де спочатку була стрингером, а з 1985 року працювала в редакції газети «Метро». В Олбані у 1988—1991 роках була авторкою колонки «Метро має значення».
З 1999 Елізабет була штатним автором The New Yorker.
У 2015 році за книгу «Шосте вимирання» нагороджена Пулітцерівською премією.

## Особисте життя
Колберт одружена з Джоном Клейнером, має трьох синів: Неда, Метью, Аарона. Родина мешкає у Вільямстауні, штат Массачусетс.

## Визнання
- 2005 Премія Американської асоціації сприяння розвитку наукової журналістики[12]
- 2006 Національна премія журналу за суспільний інтерес[13]
- 2006 Літературна стипендія Lannan[14]
- 2006 Національна академія комунікаційної премії[15]
- 16-та щорічна премія Хайнца з особливим акцентом на глобальні зміни, 2010[16]
- 2010 Національна премія журналу за коментар[17]
- 2010 Стипендія Гуггенхайма з наукового письма[18]
- 2015 Пулітцерівська премія за загальну документальну літературу[19]
- 2016 Сем Роуз '58 і Джулі Уолтерс Приз Коледжу Дікінсона за екологічний активізм[20]
- Премія SEAL Environmental Journalism Award 2017[21]
- Премія Блейка-Додда від Американської академії мистецтв і літератури в 2017 році[22]

### Книги
- Колберт, Елізабет (2004). Пророк любові: та інші історії про владу та обман. Нью-Йорк: Блумсбері.
- Колберт, Елізабет (2006). Польові нотатки з катастрофи: людина, природа і зміна клімату. Пер. з англ. Нью-Йорк: Блумсбері.
- Колберт, Елізабет, ред. (2007). Краї Землі: антологія найкращих творів про Арктику та Антарктику. 1-е вид. Нью-Йорк: Bloomsbury.
- Колберт, Елізабет, ред. (2009). Найкращі американські статті про науку і природу 2009. Бостон: Houghton Mifflin Harcourt.
- Колберт, Елізабет (2014). Шосте вимирання: неприродна історія.
- Колберт, Елізабет (2021). Під білим небом. Пінгвін Рендом Хаус.

### Нариси та репортажі
- Колберт, Елізабет (14—21 жовтня 2002). «Загублений моряк». Критики. Книги. The New Yorker. 78: 206—211. — (20 листопада 2006).
- «Море, що темніє». Аннали науки. The New Yorker. — (29 березня 2010).
- «Без кажанів». Листівка з Вермонта. The New Yorker. 86 (6): 42—43. — (11 березня 2013).
- «Не спати всю ніч: наука про безсоння». Сучасне життя. The New Yorker. 89 (4): 24—27. — (21 жовтня 2013).
- «Кількість людей: добрива, народжуваність і сутички через зростання населення». Критики. Книги. The New Yorker. 89 (33): 96-99. — (16 грудня 2013).
- «Втрачений світ: кутні зуби мастодонта». Літопис вимирання. Частина перша. The New Yorker. 89 (41): 28—38. — (23—30 грудня 2013).
- «Загублений світ: скам'янілості майбутнього». Літопис вимирання. Частина друга. The New Yorker. 89 (42): 48—56. — (3 березня 2014).
- «Великий рахунок: коли мама складає SAT». Американські хроніки. The New Yorker. 90 (2): 38-41. — (14 квітня 2014).
- «Грубі прогнози». The Talk of the Town. Коментар. The New Yorker. 90 (8): 21-22. — (28 липня 2014).
- «Кам'яний суп». Літопис аліментарності. The New Yorker. 90 (21): 26—29. — (25 серпня 2014).
- «Ліжко з клопами». Розмова про місто. Польові дослідження. The New Yorker. 90 (24): 20. — (22-29 грудня 2014).
- «Велике вбивство: хрестовий похід Нової Зеландії, щоб позбутися ссавців». Літопис винищення. The New Yorker. 90 (41): 120—126, 128—129. — (12 січня 2015).
- «Громадянський обов'язок». Розмова про місто. Листівка з Риму. The New Yorker. 90 (43): 20, 22. — (2 лютого 2015).
- «Такий собі стоїк: як Сенека став філософом-фіксатором Стародавнього Риму». Критика. Книги. The New Yorker. 90 (46): 66-69. — (16 лютого 2015).
- «Останній суд: прабабуся, Аушвіц і дуга справедливості». Лист з Берліна. The New Yorker. 91 (1): 24-30. — (7 грудня 2015).
- «Небезпечний клімат». Розмова про місто. Коментар. The New Yorker. 91 (39): 23—24. — (8—15 серпня 2016).
- «Мечі, сандалі». Розмови про місто. The Pictures. The New Yorker. 92 (24): 21-22. — (24 жовтня 2016).
- «Гренландія тане». Лист з Гренландії. The New Yorker. — (19-26 грудня 2016).
- «Лють проти машини: чи заберуть роботи вашу роботу?». Критика. Книги. The New Yorker. 92 (42): 114—118. — (27 лютого 2017).
- «Це те, що ви думаєте: чому розум і докази не змінять нашу думку». Критика. Книги. The New Yorker. 93 (2): 66-71. — (19 червня 2017).
- «Інцидент». Розмова про місто. Відділ мистецтва заради мистецтва. The New Yorker. 93 (17): 23. — (20 травня 2019).
- «Останні шанси». The Talk of the Town. Коментар. The New Yorker. 95 (13): 23-24. — (20 травня 2019).
- «Крижані ступи: штучні льодовики на краю Гімалаїв». Фотографії Васанта Йоганантан. Портфоліо. The New Yorker. 95 (13): 54-67. — (13 січня 2020).
- «Не чекайте». Розмова про місто. Коментар. The New Yorker. 95 (44): 13-14. — (27 липня 2020).
- «Катастрофіст: експерт НАСА з питань клімату повідомляє новини, які ніхто не хоче знати». Профілі. 29 червня 2009 року. The New Yorker. 96 (21): 24-29. — (25 січня 2021 року).
- «Гойдалки на зірці: чи знайдені вже ознаки розумного позаземного життя?». Критика. Книги. The New Yorker. 96 (45): 60-64. — (21 червня 2021).
- «Глибина: коли ми видобуваємо рідкісні метали з дна океану, які ще багатства будуть втрачені?». Критика. Books. The New Yorker. 97 (17): 58-62. — (22 серпня 2022 року).
- «Політичний клімат». Розмови про місто. Коментар. The New Yorker. 98 (25): 11-12. — (20 березня 2023).
- «Маловідома планета: Ентомолог змагається, щоб знайти гусениць до того, як вони зникнуть». Аннали науки. The New Yorker. 99 (5): 40—47.

### Вступи, передмови та інші внески
Ван Гелдер, Гордон, ред. (2011). Ласкаво просимо до теплиці: нова наукова фантастика про зміну клімату. Нью-Йорк: OR Books.

### Критичні дослідження та огляди творчості Елізабет Кольберт
Польові нотатки з катастрофи:
- Gosnell, Mariana (16 березня 2006). In epoch of man, Earth takes a beating. The New York Times.

Шосте вимирання:
- Gore, Al (10 лютого 2014). Without a trace. Book Review. The New York Times.

Під білим небом:
- Ehrenreich, Ben (26 березня 2021). Under a White Sky by Elizabeth Kolbert review – the path to catastrophe. The Guardian.